# Französischer Revolutionskalender/Y10
Dies ist der Französische Revolutionskalender für das Jahr X der Republik, das vom 23. September 1801 bis zum 22. September 1802 des gregorianischen Kalenders dauerte.